# Улица Карла Маркса (Ташкент)
Улица Карла Маркса — такое название носила до конца XX века в Ташкенте одна из центральных улиц в новой части города, которая до революции имела название Соборная улица, Кауфманский проспект, Саларская улица. Своё название — Кауфманский проспект она получила в честь генерал-губернатора Туркестана Константина Петровича фон Кауфмана, во время правления которого фактически и была построена новая, европейская часть Ташкента, в том числе и эта улица.

Спасо-преображенский собор. 1910 год.

Возникла во второй половине 19 в. в ходе застройки новогородской части Ташкента. Улица начиналась от Соборной площади города (отсюда одно из прежнних названий улицы), в советское время имевшей официальное название «площадь имени В. И. Ленина» и неофициальное — «Красная площадь», (в настоящее время это площадь Мустакиллик («площадь Независимости») (расположенная рядом со станцией метро «Мустакиллик майдони») и проходила через Центральный сквер города, носивший до революции название «Кауфманский сквер», после 1917 года получивший название «Сквер Революции», и в настоящее время носящий название «сквер Амира Темура» до городского сада (в советское время Парк культуры и отдыха им. Горького, ныне на этом месте находится здание хокимията города Ташкента).

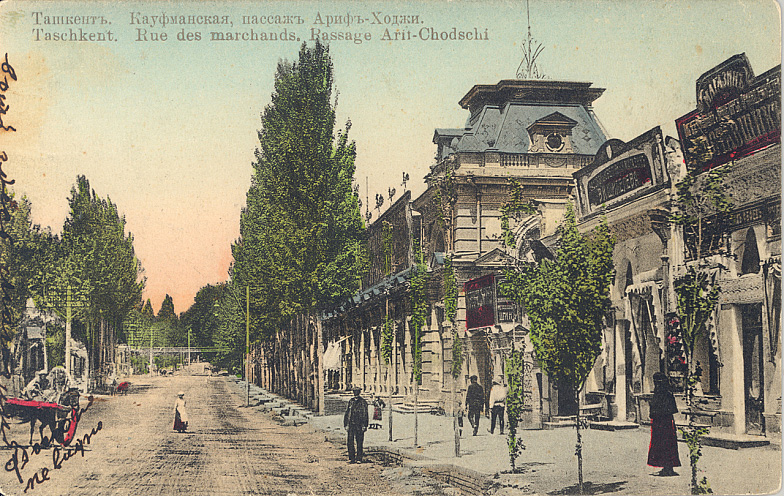
Кауфманский проспект Ташкента. Пассаж Ариф Ходжи. 1910 год.

Эта улица являлась общественным и торговым центром ещё дореволюционного Ташкента. На пересечении улицы Карла Маркса и улицы Самаркандской (с 1966 года проспект Ленина, сейчас улица Шарафа Рашидова) располагался магазин Товарищества Российско-Американской резиновой мануфактуры «Треугольник». В 1919 году в этом здании располагался Туркестанский восточный институт, рядом старейшая типография города, в которой с 1870 года печаталась газета «Туркестанские ведомости». На углу ул. Карла Маркса и Ирджарской (бывшая ул. Кирова) был построен гастрономический магазин купца Захо (до 1966 года центральный гастрономический магазин, ныне на этом месте ресторан Зарафшан; второй этаж здания с 1918 года занимал Ташкентский совет профсоюзов). На ул. Карла Маркса находилось Узбекское государственное издательство, Средне-азиатское отделение акционерного общества «Добролет», Главная контора Средне-азиатского Госпароходства, мануфактурный магазин Дорожного, часовой и ювелирный магазин Бакирова, книжный магазин Собберей, аптека Краузе (позднее книжный магазин), галантерейный магазин Рацульского. В восточной части ул. Карла Маркса большой участок занимал огромный торговый пассаж купца и гласного Городской думы Арифа Ходжи. В начале 30-х годов к зданию был надстроен второй этаж и там находился первый универсальный магазин в Ташкенте, разрушенный землетрясением 1966 г. В 1910 году на улице был построен кинотеатр «Хива». А в начале XX в. началось строительство зданий Кадетского корпуса, римско-католического костёла. В 1925 году на улице Карла Маркса было построено здание Среднеазиатского коммунистического университета. В 1934 году завершено строительство здания Русского драматического театра им. Горького.
Летом 1928 года на пересечении улицы Карла Маркса с улицей Ленина (бывшая улица Романовского) лаборант Туркестанского гос. университета Б. П. Грабовский со своим помощником установил сконструированный им телевизионный передатчик, а в 30 — 40 метрах от него приёмную камеру. Согласно свидетельствам очевидцев и сообщениям местной прессы им удалось передать по радио без проводов, изображение движущегося трамвая. Это было сделано согласно описанию прибора с помощью полностью электронной системы телевидения. Такие системы в мире до этого не использовались. Однако позднее приоритет Грабовского Б. П. в использования таких систем был поставлен под сомнение.

Ташкент. Улица Карла Маркса. Универмаг «Детский мир». Начало 30-х годов XX века

В советское время эта улица была одной из самых любимейших среди ташкентцев, так как на ней до землетрясения располагались самые крупные магазины города («Детский мир», «Центральный универмаг», «Динамо», а также русский драматический театр им. А. М. Горького и Республиканский кукольный театр, а также кинотеатр «Молодая гвардия». В настоящее время эта улица практически всем жителям города хорошо известна под своим неофициальным наименованием — «Бродвей», так как это улица начиная с конца 80-х годов XX века была сделана пешеходной зоной, на которой выставляли свои работы ташкентские художники и вдоль которой располагалось большое количество разного рода кафе и других подобного рода заведений.
В настоящее время улица на участке от площади Мустакиллик до Центрального сквера называется Саилго́х. Участок от Центрального сквера до завода «Ташсельмаш» переименовывался несколько раз. После К.Маркса он недолго назывался ул. Хамзы. Ранее он носил имя Пахлаво́на Махму́да. Решением хокима Ташкента от 9 июня 2008 года он получил новое название — ул. Тараккиёт. 1 марта 2017 года, в преддверии государственного визита президента Узбекистана Шавката Мирзиёева в Туркменистан улица Тараккиёт была переименована в ул. Махтумкули.

## Реконструкция и продление улицы в 2015—2025 годах
В сентябре 2015 года началось строительство дороги от завода «Ташсельмаш» до улицы Паркентской через территорию, некогда относившейся к ТАПОиЧ. Ранее были анонсированы планы по прокладке трамвайной линии, которая должна была связать два неиспользуемых на тот момент участка трамвайных путей: по ул. Тараккиёт и вдоль Ахангаранского шоссе.
Рельсы кривой, являвшейся частью поворота с ул. Тараккиёт на демонтированную в августе 2015 года трамвайную линию по проспекту Мирзо Улугбека, были заменены на прямые. Рельсы через перекрёсток и далее проложены не были.
В середине марта 2016 года начались работы по снятию рельс вдоль Ахангаранского шоссе. Через несколько дней были демонтированы трамвайные пути от ул. Тараккиёт до Северного вокзала. Стало ясно, что новая трамвайная линия построена не будет. Позже городские власти сообщили, что трамвай как вид транспорта в ближайшее время будет ликвидирован.
Планировалось расширение проезжей части за счёт освободившейся от трамвайного пути части улицы, но этому мешали расположенные в два ряда опоры автомобильного и железнодорожного путепроводов на пересечении ул. Тараккиёт с Малой кольцевой автодорогой.
С 30 мая по 6 августа 2016 года участок ул. Тараккиёт от съезда с Малой кольцевой автодороги до проспекта Мирзо Улугбека был закрыт для движения автомобилей. За это время путепроводы были реконструированы — теперь их опоры, располагаясь в один ряд, поровну делят проезжую часть между транспортными потоками противоположных направлений.
7 августа 2016 года движение по перекрытому участку ул. Тараккиёт было восстановлено.
29 августа 2016 года движение по новой дороге от проспекта Мирзо Улугбека до улиц Паркентской и Тимура Малика было открыто. 29 декабря 2016 года решением Ташкентского городского кенгаша народных депутатов она официально стала продолжением ул. Тараккиёт.
В 2018 году началось строительство трёхуровневого путепровода между улицами Махтумкули, Новый Узбекистан, Паркентской, Тимура Малика и Ахангаранским шоссе, которое завершилось 20 мая 2020 года.
В ноябре 2024 года закрыли на реконструкцию съезд с Малой Кольцевой Дороги на улицу Махтумкули (на ТашМИ) на почти 4 месяца.
Открыли в январе 2025 года, кроме съезда с МКАДа на Махтумкули сделали съезд с Махтумкули на МКАД (вправо),
а влево закрыт. На съезде с Махтумкули на МКАД есть два направления вправо и влево (со светофором) и также на съезде есть приподнятый пешеходный переход.

## Факты
С ноября 1941 г. по март 1944 г. в доме № 7 жила поэт Анна Ахматова (в эвакуации). Свои впечатления о Ташкенте она выразила так:

Теперь я всех благодарю,

Рахмат и хайер говорю

И вам машу платком.

Рахмат, Айбек, рахмат, Чусти,

Рахмат, Тошкент — прости, прости,

Мой тихий, древний дом.

Рахмат и звездам, и цветам,

И маленьким баранчукам

У чернокосых матерей

На молодых руках…

Я восемьсот волшебных дней

Под синей чашею твоей,

Ляпислазурной чашей,

Тобой дышала, жгучий сад…

— Ахматова, 28 сентября 1945 г. Ленинград